# Гаєво (Калінінградська область)
Гаєво (рос. Гаево) — селище Гур'євського міського округу, Калінінградської області Росії. Входить до складу Храбровського сільського поселення.
Населення — 57 осіб (2015 рік).

## Населення
| 2002 | 2010 |
| ---- | ---- |
| 65   | ↘57  |